# Yellow Cup Januar 2017
Der Yellow Cup ⅩⅬⅤ (Januar 2017) in der Schweizer Stadt Winterthur war der 45. Yellow Cup.

## Modus
In dieser Austragung spielten 4 Mannschaften im Modus «Jeder gegen jeden» mit je einem Spiel um den Cup. Bei Punktgleichheit entschied die bessere Tordifferenz, danach die Zahl der geschossenen Tore.

## Resultate

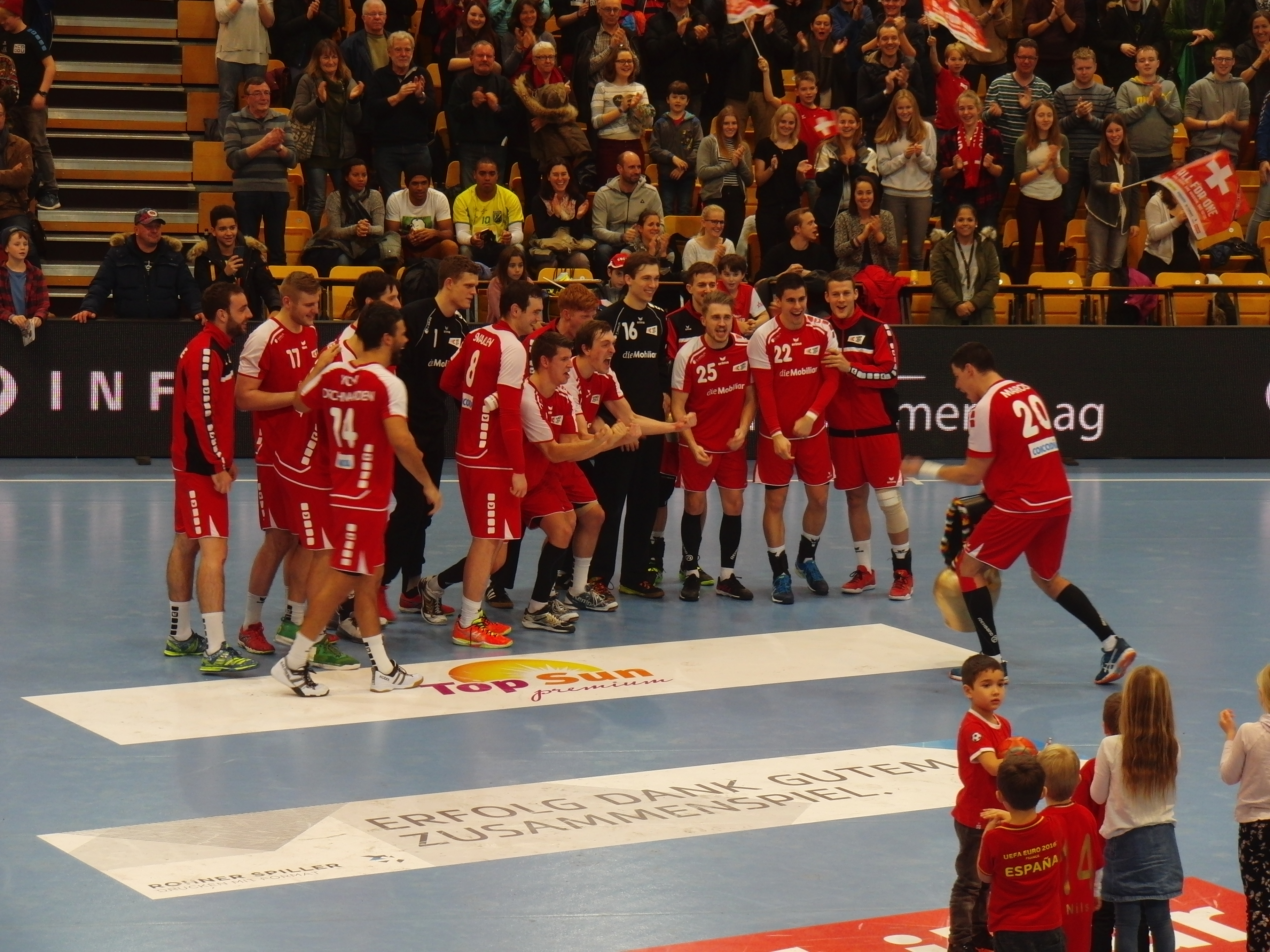
Die Schweizer Nationalmannschaft nach dem Turniersieg

### Rangliste
| Pl. | Land      | Sp. | S | U | N | Tore    | Diff. | Punkte |
| --- | --------- | --- | - | - | - | ------- | ----- | ------ |
| 1.  | Schweiz   | 3   | 3 | 0 | 0 | 081:620 | +19   | 6      |
| 2.  | Brasilien | 3   | 2 | 0 | 1 | 080:710 | +9    | 4      |
| 3.  | Rumänien  | 3   | 1 | 0 | 2 | 073:760 | −3    | 2      |
| 4.  | Slowakei  | 3   | 0 | 0 | 3 | 064:890 | −25   | 0      |

### Spiele
| 6. Januar 2017 18:30 Uhr | Schweiz                   | 29:18        | Slowakei                     | Eulachhalle Zuschauer: 900 Schiedsrichter: Bolic, Hurich |
| 6. Januar 2017 18:30 Uhr | meiste Tore: Markovic (6) | (14:6)       | meiste Tore: Guzy & Krok (5) | Eulachhalle Zuschauer: 900 Schiedsrichter: Bolic, Hurich |
| 6. Januar 2017 18:30 Uhr | Strafen: 2× 4×            | Spielbericht | Strafen: ?× 3×               | Eulachhalle Zuschauer: 900 Schiedsrichter: Bolic, Hurich |

| 6. Januar 2017 21:00 Uhr | Brasilien    | 25:24 | Rumänien | Eulachhalle Zuschauer: 750 |
| 6. Januar 2017 21:00 Uhr | (13:13)      |       |          | Eulachhalle Zuschauer: 750 |
| 6. Januar 2017 21:00 Uhr | Spielbericht |       |          | Eulachhalle Zuschauer: 750 |

| 7. Januar 2017 16:30 Uhr | Slowakei     | 20:30 | Brasilien | Eulachhalle Zuschauer: 800 |
| 7. Januar 2017 16:30 Uhr | (8:15)       |       |           | Eulachhalle Zuschauer: 800 |
| 7. Januar 2017 16:30 Uhr | Spielbericht |       |           | Eulachhalle Zuschauer: 800 |

| 7. Januar 2017 19:00 Uhr | Schweiz                 | 25:19        | Rumänien                   | Eulachhalle Zuschauer: 1300 Schiedsrichter: Bolic, Hurich |
| 7. Januar 2017 19:00 Uhr | meiste Tore: Küttel (6) | (14:10)      | meiste Tore: Csepreghi (5) | Eulachhalle Zuschauer: 1300 Schiedsrichter: Bolic, Hurich |
| 7. Januar 2017 19:00 Uhr | Strafen: 2× 6×          | Spielbericht | Strafen: ?× 5×             | Eulachhalle Zuschauer: 1300 Schiedsrichter: Bolic, Hurich |

| 8. Januar 2017 13:30 Uhr | Rumänien     | 30:26 | Slowakei | Eulachhalle Zuschauer: 850 |
| 8. Januar 2017 13:30 Uhr | (14:14)      |       |          | Eulachhalle Zuschauer: 850 |
| 8. Januar 2017 13:30 Uhr | Spielbericht |       |          | Eulachhalle Zuschauer: 850 |

| 8. Januar 2017 16:15 Uhr | Schweiz                | 27:25        | Brasilien                         | Eulachhalle Zuschauer: 1800 Schiedsrichter: Bolic, Hurich |
| 8. Januar 2017 16:15 Uhr | meiste Tore: Maros (7) | (14:14)      | meiste Tore: Toledo & Langaro (5) | Eulachhalle Zuschauer: 1800 Schiedsrichter: Bolic, Hurich |
| 8. Januar 2017 16:15 Uhr | Strafen: 2× 4×         | Spielbericht | Strafen: ?× 4×                    | Eulachhalle Zuschauer: 1800 Schiedsrichter: Bolic, Hurich |

## Torschützenliste

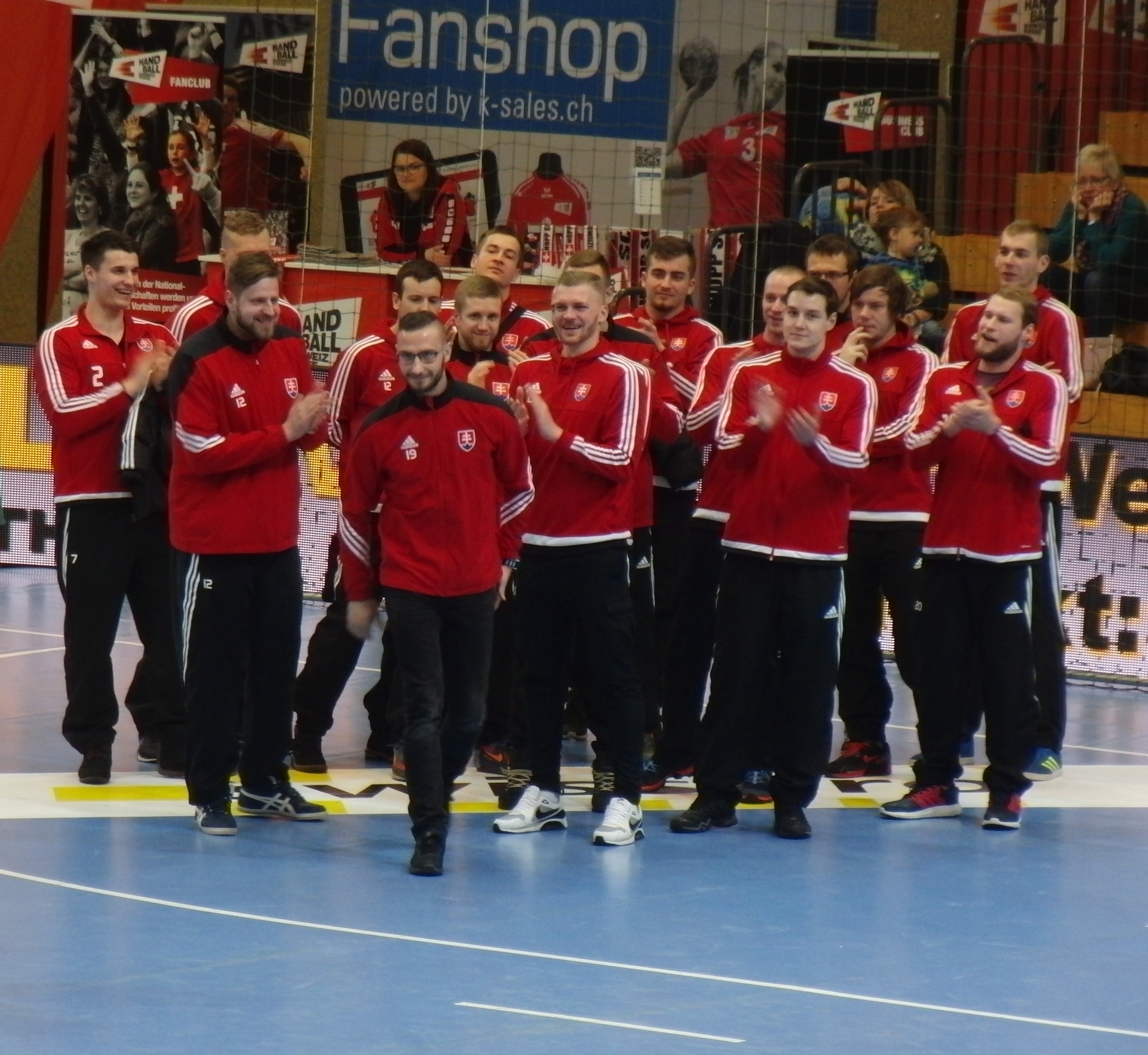
Dominik Krok auf dem Weg zur Siegerehrung

Bei gleicher Anzahl von Treffern sind die Spieler alphabetisch geordnet.
| Pl. | Spieler                 | Land     | Tore |
| --- | ----------------------- | -------- | ---- |
| 1.  | Dominik Krok            | Slowakei | 23   |
| 2.  | Valentin Marian Ghionea | Rumänien | 17   |
| 3.  | Dimitrij Küttel         | Schweiz  | 16   |
| 4.  | Lucas Meister           | Schweiz  | 12   |
| 5.  | Luka Maros              | Schweiz  | 10   |

## Auszeichnungen
| Auszeichnung          | Spieler          | Land      |
| --------------------- | ---------------- | --------- |
| Attraktivster Spieler | Roman Sidorowicz | Schweiz   |
| Bester Torhüter       | Maik Dos Santos  | Brasilien |
| Fairnesspreis         | –                | Brasilien |
| Pechvogelpreis        | Demis Grigoraș   | Rumänien  |
| Besondere Verdienste  | WackerTV         | –         |